# Мадисон (Пенсильвания)
Ма́дисон (Мэ́дисон) (англ. Madison) — американский населенный пункт (боро) в округе Уэстморленд, Пенсильвания. Получил свой официальный статус 3-го октября 1876 года. По данным переписи 2010 года население составляло 510 человек. Код ZIP-код 15663.

## Население
По данным переписи 2000 года население составляло 510 человек, в городе проживало 158 семей, находилось 219 домашних хозяйств и 225 строений с плотностью застройки 163,9 строения на км². Плотность населения 371,5 человека на км². Расовый состав населения: белые — 99,41 %, азиаты — 0,20 %, представители двух или более рас — 0,39 %.
В 2000 году средний доход на домашнее хозяйство составлял $41 875 USD, средний доход на семью $46 250 USD. Мужчины имели средний доход $27 321 USD, женщины $23 958 USD. Средний доход на душу населения составлял $20 773 USD. Около 5,0 % семей и 5,9 % населения находятся за чертой бедности, включая 5,7 % молодежи (до 18 лет) и 8,5 % престарелых (старше 65 лет).